# Zalesie Golczowskie
Zalesie Golczowskie – kolonia w Polsce położona w województwie małopolskim, w powiecie olkuskim, w gminie Klucze.
W latach 1975–1998 miejscowość administracyjnie należała do województwa katowickiego.
Zalesie Golczowskie posiada trzy ulice o nazwach Górna, Dolna i Główna. Miejscowość jest położona pośród lasów sosnowych i bukowych oraz mieszanych na terenie Wyżyny Krakowsko-Częstochowskiej w obszarze Parku Krajobrazowego Orlich Gniazd. W okolicznych lasach są liczne ostańce wapienne oraz jaskinie. W miejscowości mieszka ok. 300 ludzi.